# Cart Road
Cart Road é uma vila no distrito de Darjiling, no estado indiano de Bengala Ocidental.

## Demografia
Segundo o censo de 2001, Cart Road tinha uma população de 13 701 habitantes. Os indivíduos do sexo masculino constituem 50% da população e os do sexo feminino 50%. Cart Road tem uma taxa de literacia de 79%, superior à média nacional de 59,5%; a literacia no sexo masculino é de 85% e no sexo feminino é de 72%. 9% da população está abaixo dos 6 anos de idade.